# Edward Francis (duchowny)
Edward Francis (ur. 3 czerwca 1930 w Sendamaram, zm. 11 kwietnia 2017 w Sivaganga) – indyjski duchowny katolicki, biskup diecezjalny Sivagangai 1987-2005.

## Życiorys
Święcenia kapłańskie otrzymał 25 marca 1957.
3 lipca 1987 papież Jan Paweł II mianował go biskupem diecezjalnym Sivagangai. 30 sierpnia tego samego roku z rąk kardynała Duraisamy Simona Lourdusamy przyjął sakrę biskupią. 1 września 2005 ze względu na wiek na ręce papieża Benedykta XVI złożył rezygnację z zajmowanej funkcji.
Zmarł 11 kwietnia 2017.